# Неран
Нера́н (рос. Неран) — село у складі Тугуро-Чуміканського району Хабаровського краю, Росія. Входить до складу Чуміканського сільського поселення.

## Населення
Населення — 90 осіб (2010; 132 у 2002).
Національний склад (станом на 2002 рік):
- евенки — 67 %